# Будымля
Будымля (укр. Будимля) — село, входит в Перебродовский сельский совет Дубровицкого района Ровненской области Украины.
Население по переписи 2001 года составляло 653 человека. Почтовый индекс — 34130. Телефонный код — 3658. Код КОАТУУ — 5621886402.

## Местный совет
34130, Ровненская обл., Дубровицкий р-н, с. Переброды, ул. Центральная, 2.